# Guerra Civil do Suriname
A Guerra Civil do Suriname (em neerlandês:  Binnenlandse Oorlog,  "Guerra Interna") foi um conflito interno no Suriname entre 1986 e 1992. A guerra foi travada entre o Jungle Commando liderado por Ronnie Brunswijk, cujos membros se originavam do grupo étnico quilombolas, e o exército nacional liderado pelo então chefe do exército e chefe de Estado de facto, Desi Bouterse.

## Antecedentes
O Suriname tem uma das populações mais diversificadas da América do Sul, com grupos indianos orientais, indonésios, chineses, europeus, ameríndios e negros (crioulos e quilombolas). Os ancestrais dos quilombolas eram escravos africanos que escaparam da costa do Suriname entre meados do século XVII e final do século XVIII para formar colônias independentes. Eles se estabeleceram em partes interiores do Suriname, e conquistaram a independência através da assinatura de um tratado de paz com os holandeses na década de 1760.
Em 1975, o Suriname ganhou a independência total. Cinco anos depois, em 1980, o sargento do exército Desi Bouterse liderou um golpe de Estado contra o governo do país. Bouterse, eventualmente, consolidou todo o poder.

## Conflito

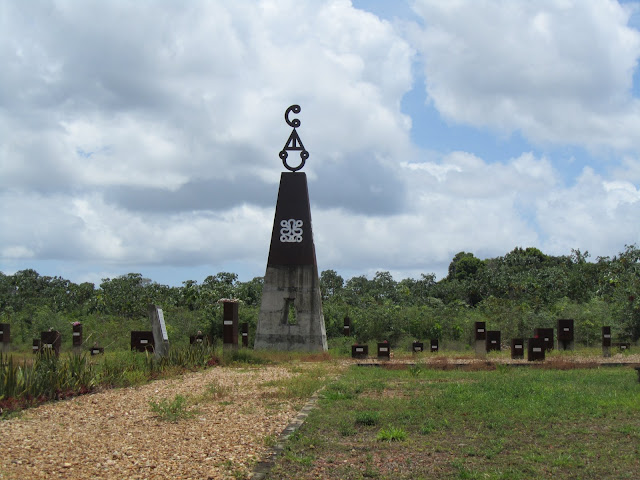
Monumento Moiwana às vítimas da guerra

A guerra começou como uma disputa pessoal entre Bouterse e Brunswijk, ex-guarda-costas de Bouterse, e mais tarde assumiu dimensões políticas. Brunswijk exigia reformas democráticas, direitos civis e desenvolvimento econômico para a minoria quilombola do país, ao qual pertencia.
Em 1 de junho de 1989, os rebeldes capturaram a Represa Afobaka, principal usina hidrelétrica do Suriname e ameaçaram inundar Paramaribo, a menos que o governo concordasse em negociações. Apesar das ameaças, os rebeldes se retiraram 36 horas depois por ordem de Brunswijk.
Em 7 de junho de 1989, as negociações foram realizadas na ilha de Portal. As delegações chegaram a um acordo sobre uma proposta de paz provisória. O governo assinou o pacto em 21 de julho de 1989, que foi aprovado pelo Parlamento em 7 de Agosto de 1989. O acordo declarou a intenção de ambas as partes para acabar com as hostilidades.
Um cessar-fogo foi assinado em Junho de 1989. Um programa de ajuda de emergência para reconstruir as aldeias quilombolas, o fim do estado de emergência na parte oriental do país e o regresso dos refugiados ao Suriname estavam entre as ações empreendidas pelo acordo de paz. Além disso, tropas do Jungle Commando foram transformadas em uma unidade de segurança com a finalidade de patrulhar o interior do país.  Violações do cessar-fogo continuaram após a trégua, sem escalada para um conflito em grande dimensão. 
Em setembro de 1989 pelo menos 300 pessoas foram mortas, várias aldeias foram destruídas, com a mineração de bauxita e alumínio sendo interrompida. Estima-se que 7 000 quilombolas fugiram para campos de refugiados na Guiana Francesa.
Em 19 de março de 1991, ocorreu uma reunião na cidade mineira oriental de Moengo. A integração do Jungle Commando para o Exército do Suriname, bem como garimpo de ouro e trabalhos florestais foram oferecidos pelo governo em troca do desarmamento completo.
Em 27 de março de 1991, as negociações finais foram realizadas na cidade de Drietabbetje, efetivamente colocando um fim ao conflito. Apesar do acordo, vários oficiais do Jungle Commando residentes nos Países Baixos denunciaram o acordo e prometeram continuar sua luta armada.